# Wano
Wano is een bestuurslaag in het regentschap Kuningan van de provincie West-Java, Indonesië. Wano telt 649 inwoners (volkstelling 2010).